# Danska fall
Danska fall este o arie protejată (arie specială de conservare — SAC, sit de importanță comunitară — SCI) din Suedia întinsă pe o suprafață de 62,1 ha, integral pe uscat.

## Localizare
Centrul sitului Danska fall este situat la coordonatele 56°42′32″N 13°07′57″E / 56.7088°N 13.1326°E.

## Înființare
Situl Danska fall a fost declarat sit de importanță comunitară în mai 2001 pentru a proteja un număr necunoscut de specii din flora spontană și fauna sălbatică aflate în arealul zonei. Situl a fost protejat și ca arie specială de conservare în martie 2011.

## Biodiversitate
Situată în ecoregiunea boreală, aria protejată conține 5 habitate naturale: Păduri acidofile de stejar bătrân cu Quercus robur pe câmpii nisipoase, Mlaștini împădurite, Păduri caducifoliate de mlaștină fino-scandinave, Păduri de fag Luzulo-Fagetum, Izvoare fino-scandinave și mlaștini produse de izvoare bogate în minerale.
La baza desemnării sitului se află un număr nedeclarat de specii protejate.